# Di pari passo con l'amore e la morte
Di pari passo con l'amore e la morte (A Walk with Love and Death) è un film del 1969 diretto da John Huston, tratto da un romanzo di Hans Koningsberger.
Si tratta del debutto cinematografico di Anjelica Huston, figlia del regista, e di Assi Dayan, figlio del generale Moshe Dayan.